# ライオンハイジーン
ライオンハイジーン株式会社 は主に業務用製品を製造・販売するライオンの関連会社である。

## 概要
ライオンの業務用製品事業は旧・ライオン油脂だった昭和31年、開発に着手。その後新規事業の挑戦に向け、ライオンの全額出資のもとに設立された。当初は食器洗浄機用洗浄剤や関連する業務用洗浄剤の製造・販売を行っていたが、同じグループ会社のライオン商事から業務用厨房事業・クリーニング用品を譲り受けたことにより、ライオンブランドの業務用製品のほとんどを同社が展開している。

## 沿革
- 1956年 - ライオン油脂（現・ライオン）が業務用洗剤の開発に着手。
- 1982年 - 新規事業へ挑戦するため、ライオンの全額出資によりライオンハイジーン株式会社を設立。
- 1984年2月 - 全国販売網完成。
- 1998年5月 - 事業の拡大により、墨田区内で本社を移転。
- 2002年4月 - ライオン商事株式会社から業務用厨房事業を継承。
- 2007年4月 - ライオン商事株式会社からクリーニング事業を継承。
- 2008年3月 - 東京都食品衛生自主管理認証制度の指定審査事業者に指定される。